# 阿克斯特湖
58°10′08″N 27°03′05″E / 58.16889°N 27.05139°E

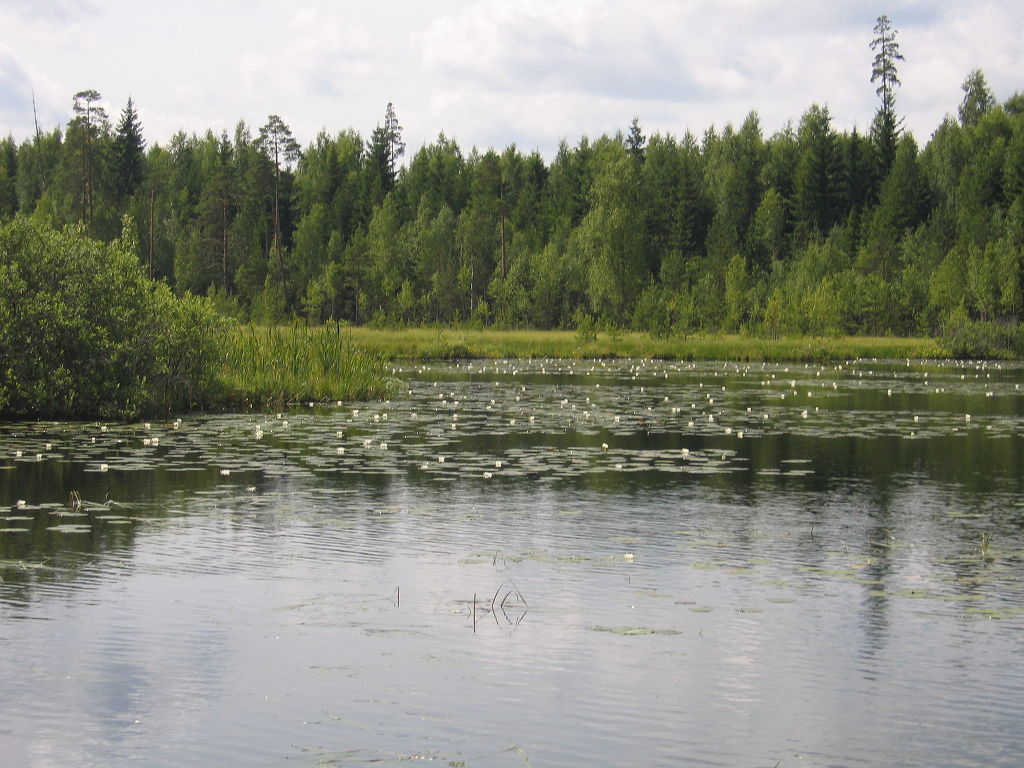

阿克斯特湖，是愛沙尼亞的湖泊，位於該國東南部，由珀爾瓦縣負責管轄，處於阿希亞以南4公里，長0.55公里，寬0.13公里，面積0.05平方公里，最大水深4.3米。